# Euxoa costalis
Euxoa costalis is een vlinder uit de familie uilen (Noctuidae). De wetenschappelijke naam van deze soort is, als Agrotis costalis, voor het eerst geldig gepubliceerd in 1857 door Walker.
De soort komt voor in tropisch Afrika.